# موتور حاجی امید ۲
موتور حاجی امید ۲ یا موتور حاجی امید ۲ روستایی در دهستان کورین بخش کورین شهرستان زاهدان استان سیستان و بلوچستان ایران است.

## جمعیت
بر پایه سرشماری عمومی نفوس و مسکن در سال ۱۳۹۵ جمعیت این روستا ۲۴ نفر (۸خانوار) بوده‌است.